# Atur
Atur (okzitanisch: Astur) ist eine Ortschaft und eine Commune déléguée in der französischen Gemeinde Boulazac Isle Manoire mit 1.918 Einwohnern (Stand: 1. Januar 2022) im Département Dordogne in der Region Nouvelle-Aquitaine. Die Einwohner werden Aturiens genannt.
Mit Wirkung vom 1. Januar 2016 wurden die ehemaligen Gemeinden Atur, Boulazac und Saint-Laurent-sur-Manoire fusioniert und bilden seitdem die Commune nouvelle Boulazac Isle Manoire. Die Gemeinde Atur gehörte zum Arrondissement Périgueux und zum Kanton Isle-Manoire.

## Geographie
Atur liegt rund fünf Kilometer südöstlich des Stadtzentrums von Périgueux in der Landschaft Périgord am Fluss Cerf. 
Durch das Gebiet führt die Autoroute A89.

## Bevölkerungsentwicklung
| Jahr                       | 1962 | 1968 | 1975 | 1982  | 1990  | 1999  | 2006  | 2012  |
| Einwohner                  | 517  | 560  | 836  | 1.082 | 1.248 | 1.491 | 1.668 | 1.874 |
| Quellen: Cassini und INSEE |      |      |      |       |       |       |       |       |

## Sehenswürdigkeiten
- Kirche Notre-Dame-de-l’Assomption, romanischer Bau aus dem 12./13. Jahrhundert, Glockenturm aus dem 14. Jahrhundert, Monument historique seit 1947
- Totenlaterne aus dem 12. Jahrhundert
- Kastell Lafaye
- Schloss Le Breuilh aus dem 15. Jahrhundert, Um- und Anbauten im 17. Jahrhundert
- Schloss Beauvigier
- Kastell Pommier
- Taubenturm von Mazardie

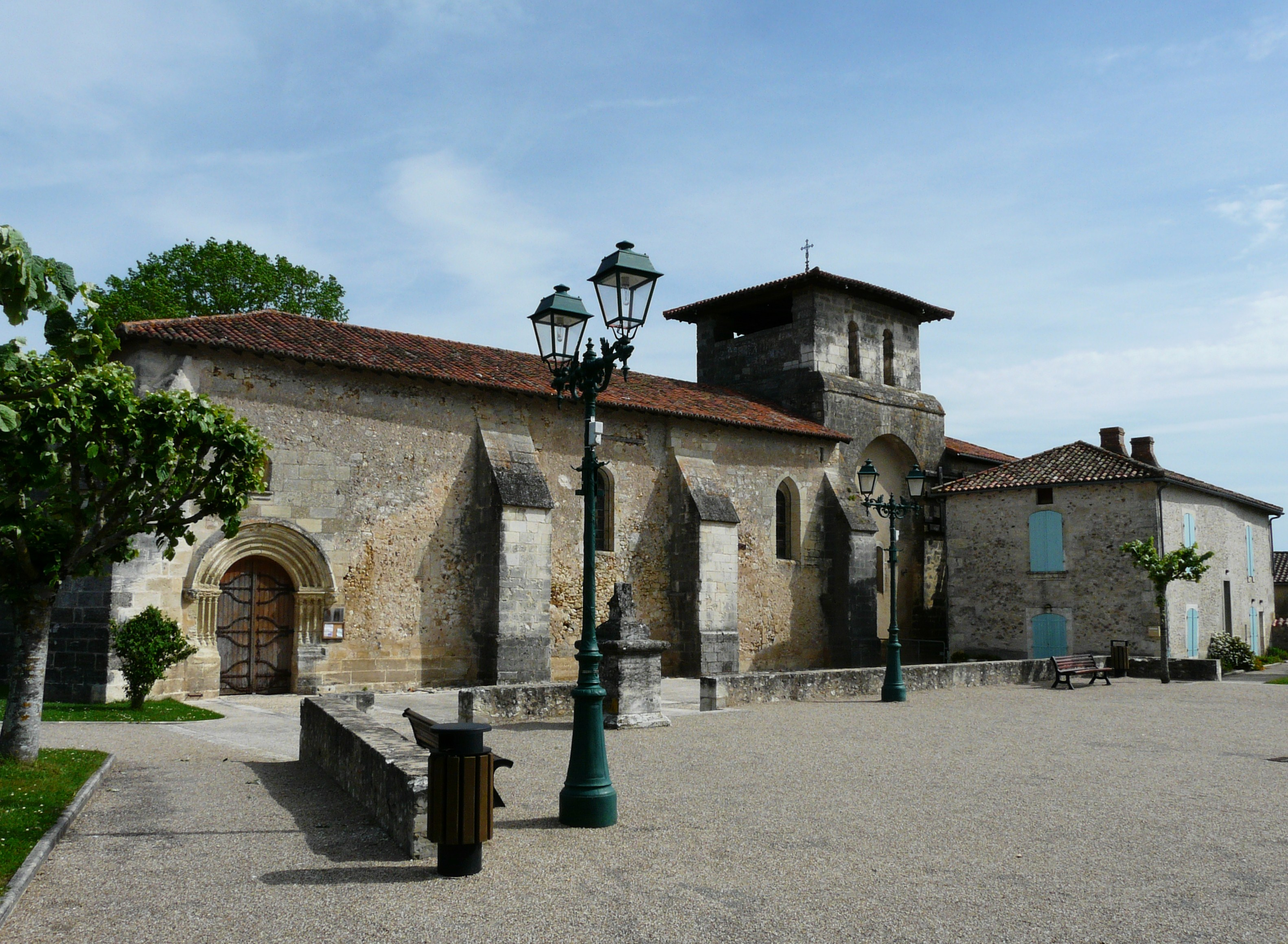
Kirche Notre-Dame-de-l’Assomption
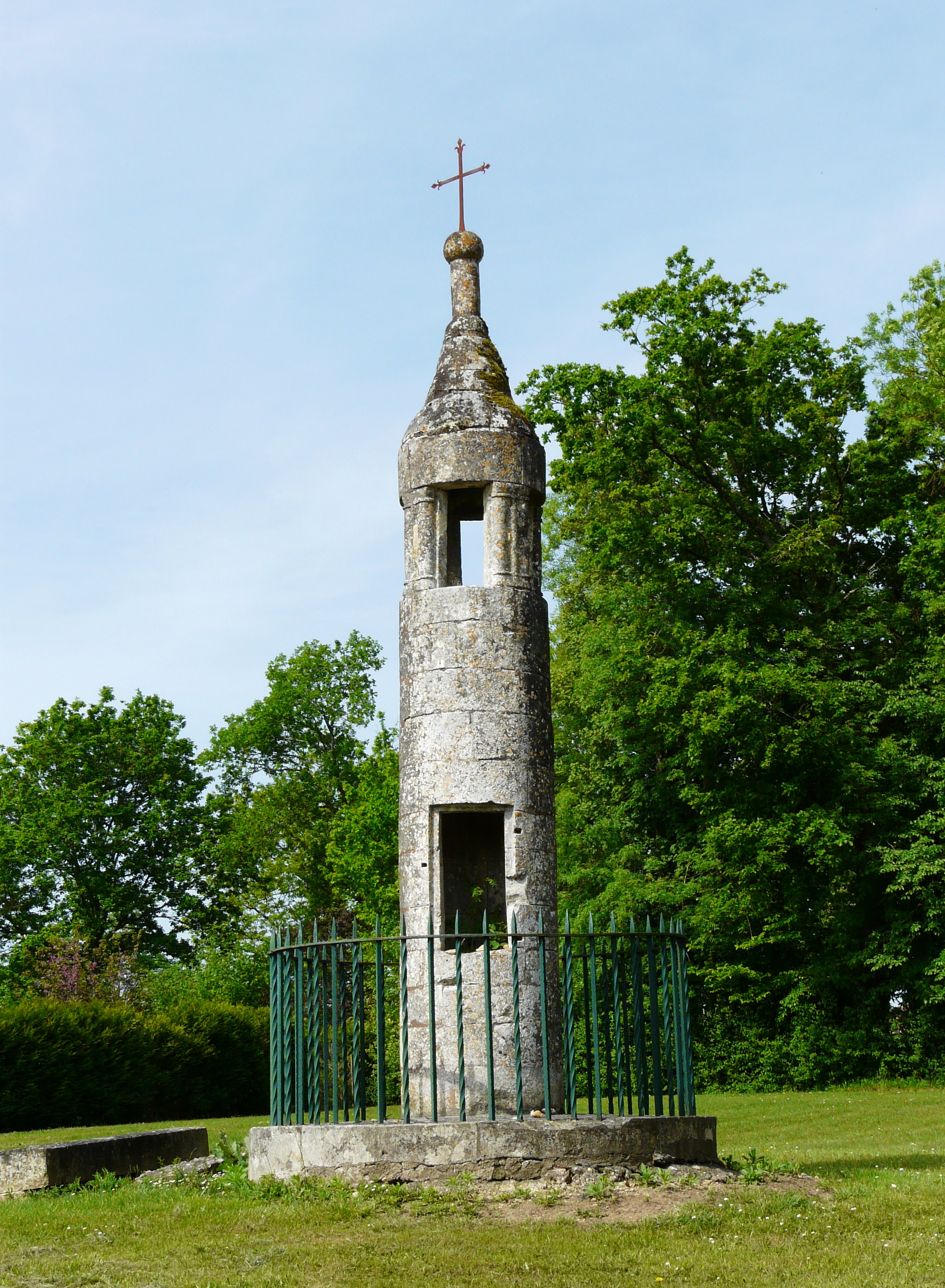
Totenlaterne
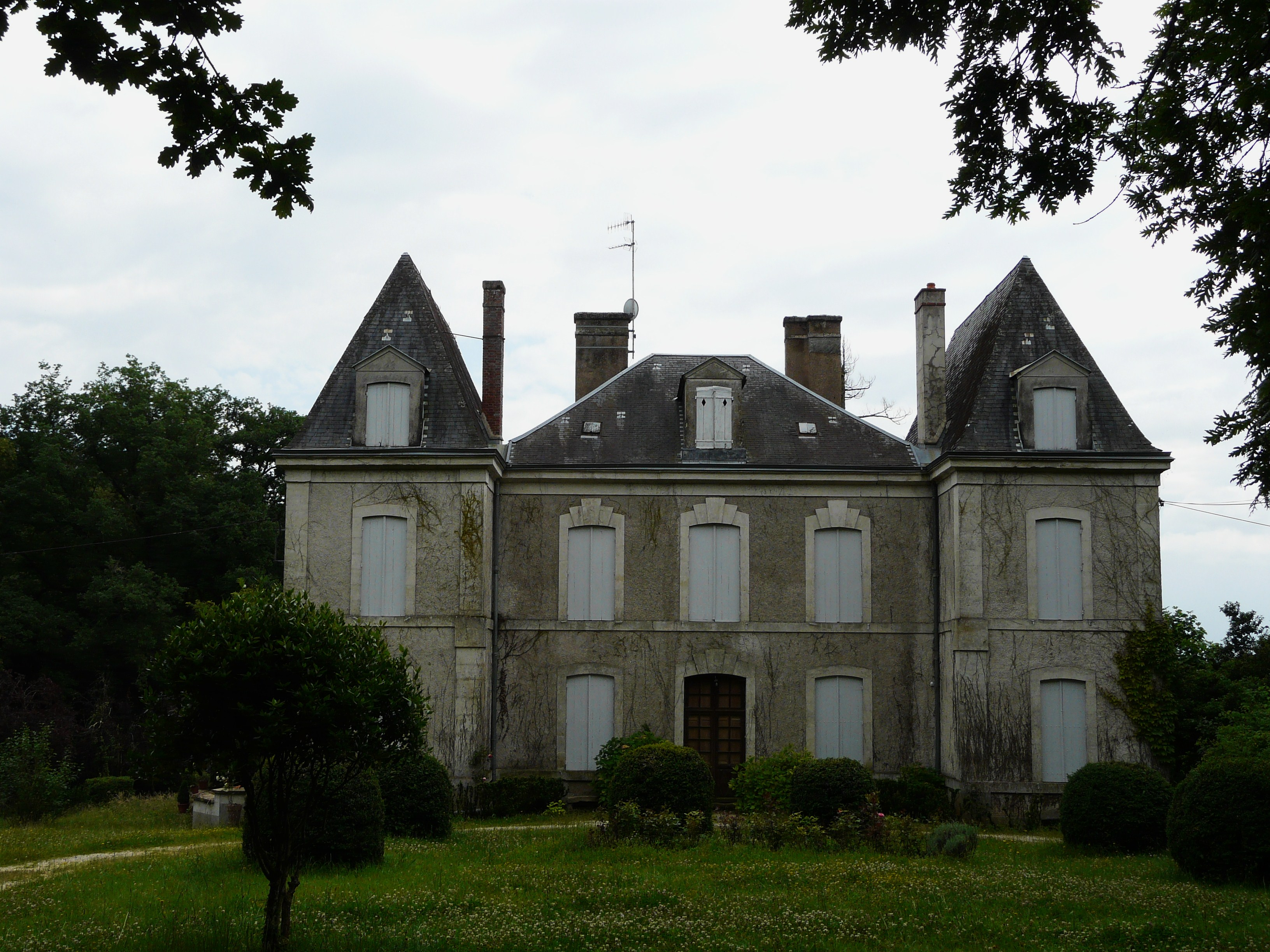
Kastell Lafaye

## Gemeindepartnerschaft
Mit der belgischen Gemeinde Yvoir in der Provinz Namur (Wallonien) bestand seit 1990 eine Partnerschaft.